# De duodecim abusivis saeculi
De duodecim abusivis saeculi ("Sobre os Doze Abusos do Mundo") é um tratado sobre moralidade política e social, escrito por um autor irlandês anônimo entre 630 e 700. Durante a Idade Média, o trabalho foi muito popular em toda a Europa.

## Pano de fundo
O trabalho foi propagado pela Europa por missionários irlandeses no século VIII. Sua autoria foi atribuída em diferentes épocas a São Patrício, Santo Agostinho, mas principalmente São Cipriano de Cartago - homens de tal autoridade que explicam sua aceitação e popularidade. Não foi até 1909 que Siegmund Hellmann revelou suas origens pseudo-ciprianas a um autor irlandês anônimo do século VII.

## Duodecim abusivis saeculi
De duodecim condena os seguintes doze abusos:
| Abusivis                   | Abuso                     |
| -------------------------- | ------------------------- |
| sapiens sine operibus      | o homem sábio sem obras   |
| senex sine religione       | o velho sem religião      |
| adolescen sine oboedientia | o jovem sem obediência    |
| mergulha sine elemosyna    | o homem rico sem caridade |
| femina sine pudicitia      | a mulher sem modéstia     |
| dominus sine virtute       | o nobre sem virtude       |
| Christianius contentiosus  | o cristão argumentativo   |
| super-pobre                | o pobre orgulhoso         |
| rex iniquus                | o rei injusto             |
| episcopus neglegens        | o bispo negligente        |
| plebs sine disciplina      | a comunidade sem ordem    |
| populus sine lege          | as pessoas sem lei        |

## Influência
Hellmann aponta a extensa influência da obra sobre os escritos carolíngios, como os espelhos dos príncipes e a literatura política posterior.
Há alguma evidência direta da popularidade do texto na Inglaterra do século X. Sabe-se que o bispo Æthelwold, de Winchester, doou uma cópia para a casa de Peterborough. Ælfric de Eynsham baseou-se em uma versão incluída no Collectio canonum de Abão de Fleury para seu tratado em inglês antigo De octo vitiis e duodecim abusivis gradus, no qual a seção do rex iniquus foi traduzida inteira.